# Uriel Sebree Hall

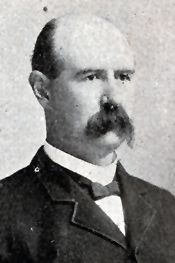
Uriel Sebree Hall

Uriel Sebree Hall (* 12. April 1852 bei Huntsville, Randolph County, Missouri; † 30. Dezember 1932 in Columbia, Missouri) war ein US-amerikanischer Politiker. Zwischen 1893 und 1897 vertrat er den Bundesstaat Missouri im US-Repräsentantenhaus.

## Werdegang
Uriel Hall war der Sohn des Kongressabgeordneten William Augustus Hall (1815–1888) und ein Neffe von Gouverneur Willard Preble Hall (1820–1882), der ebenfalls den Staat Missouri im Kongress vertrat. Er genoss zunächst eine private Ausbildung und studierte danach bis 1873 am Mount Pleasant College in seiner Heimatstadt Huntsville. Danach arbeitete er selbst im Schuldienst. Er wurde Schulrat in Moberly und gründete dann in Prairie Hill eine Schule, die er für einige Zeit leitete. Nach einem Jurastudium und seiner 1879 erfolgten Zulassung als Rechtsanwalt begann er in Moberly zu praktizieren. Im Jahr 1885 gab er diesen Beruf wieder auf, um in der Landwirtschaft zu arbeiten.
Politisch war Hall Mitglied der Demokratischen Partei. Bei den Kongresswahlen des Jahres 1892 wurde er im zweiten Wahlbezirk von Missouri in das US-Repräsentantenhaus in Washington, D.C. gewählt, wo er am 4. März 1893 die Nachfolge von Charles H. Mansur antrat. Nach einer Wiederwahl konnte er bis zum 3. März 1897 zwei Legislaturperioden im Kongress absolvieren. Im Jahr 1896 verzichtete er auf eine erneute Kandidatur.
Zwischen 1897 und 1901 war Hall Präsident des Pritchett College in Glasgow. Danach zog er nach Columbia, wo er im Jahr 1918 die Hall West Point-Annapolis Coaching School gründete. Zwischen 1918 und 1930 leitete er diese Schule; danach ging er in den Ruhestand. Uriel Hall starb am 30. Dezember 1932 in Columbia und wurde in Moberly beigesetzt.